# Joseph Guy LaPointe Jr.

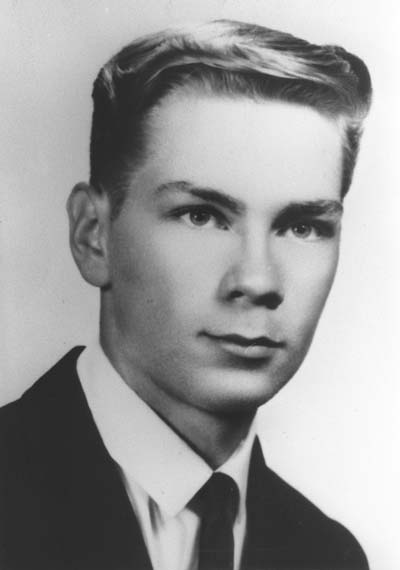
Joseph Guy LaPointe jr.

Joseph Guy LaPointe Jr. (geboren am 2. Juli 1948 in Dayton, Ohio; gestorben am 2. Juni 1969 in Quảng Nam, Vietnam) war ein Sanitäter bei der United States Army. Er war der Letzte von nur drei Militärangehörigen der Streitkräfte der Vereinigten Staaten (die anderen waren Desmond Doss und Thomas William Bennett), die den Dienst an der Waffe verweigerten und mit der Medal of Honor ausgezeichnet wurden. Die Auszeichnung wurde ihm posthum verliehen. Zuletzt diente er als Sanitäter Specialist Four im 17th Cavalry Regiment der 101st Airborne Division.

## Leben
Joseph G. LaPointe Jr. wurde am 2. Juli 1948 in Dayton, Ohio geboren. Er wurde von seinen Eltern als Baptist erzogen und war sein Leben lang gläubig. Nach dem Abschluss der Northridge High School zog er nach Clayton, um dort als Briefträger zu arbeiten. LaPointe war passionierter Wanderer und wollte nach seinem Militärdienst beim National Park Service arbeiten.
1968 wurde er zum Militärdienst eingezogen und verweigerte den Dienst an der Waffe aus religiösen Gründen. Wie auch Thomas William Bennett wurde er am Army Medical Training Center Fort Sam Houston in Texas zum Sanitäter ausgebildet. Während seiner Grundausbildung heiratete er Cindy Failor in der Englewood First Baptist Church. Im November 1968 wurde er nach Vietnam entsandt und diente dort im Vietnamkrieg im 2nd Squadron des 17th Cavalry Regiment der 101st Airborne Division.
Am 12. April 1969 rannte er ohne Deckung durch schweres Artilleriefeuer, um 17 verwundeten Soldaten zu helfen. Für diese Tat wurde er mit dem Silver Star ausgezeichnet. Am 2. Juni des gleichen Jahres starb LaPointe beim Versuch zwei Kameraden seines Zuges zu retten. Seine Einheit war auf einer Patrouille bei Hill 376 in der Provinz Quảng Nam in einen Hinterhalt geraten, nachdem zwei Mitglieder des Zuges versucht hatten, ein Huhn zu fangen. Beide wurden schwer verwundet und LaPointe Jr. versuchte sie zu bergen. Er schützte beide mit seinem Körper und wurde dabei zweimal angeschossen. Schließlich wurden alle drei durch eine feindliche Granate getötet.
Für den Mut, den er beim vergeblichen Versuch seinen Kameraden zu helfen, unter Beweis gestellt hatte, wurde er am 16. Dezember 1971 posthum vom Vizepräsidenten Spiro T. Agnew mit der Medal of Honor ausgezeichnet. Die Auszeichnung wurde seiner Frau und seinem Sohn, den er nie gesehen hatte, überreicht.
Joseph G. LaPointe Jr. wurde auf dem Riverside Cemetery in West Milton, Miami County, Ohio, begraben. Auf dem National Vietnam Veterans Memorial in Washington, District of Columbia, USA, wird seiner gedacht.

## Ehrungen

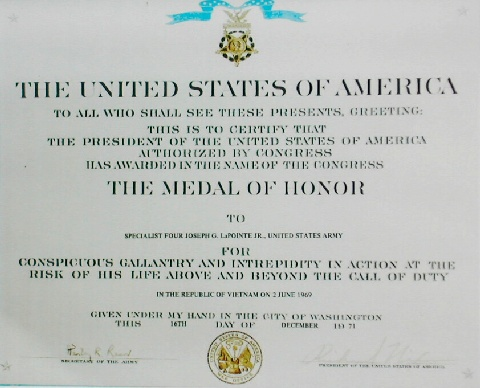
Verleihungsurkunde der Medal of Honor

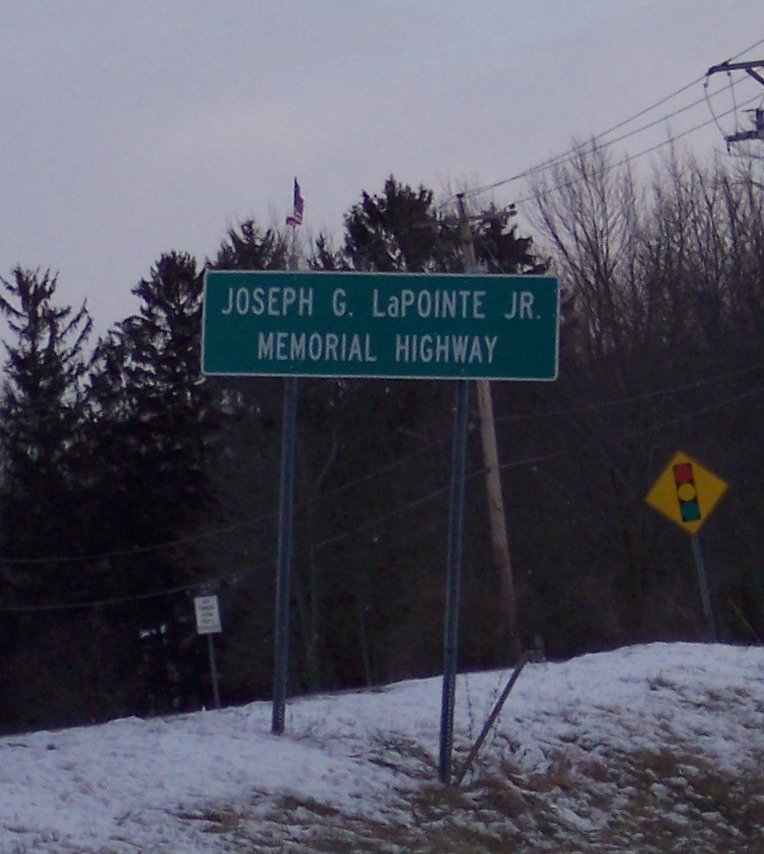
Beginn des Joseph G. LaPointe Jr. Memorial Highway

### Militärische Ehrungen
- – Medal of Honor
- – Silver Star
- – Bronze Star
- – Purple Heart
- – Army Commendation Medal
- – Army Good Conduct Medal
- – National Defense Service Medal
- – Vietnam Service Medal mit einem Stern
- – Vietnam Campaign Medal
- – Gallantry Cross
- – Combat Medical Badge

### Weitere Ehrungen
Zu seinen Ehren wurden verschiedene Objekte nach ihm benannt:
- Das Army Reserve Center in Riverside, Ohio.
- Gebäude einer  Militärklinik in Fort Campbell, Kentucky.
- Ein Landeplatz für Rettungshubschrauber in Fort Benning, Georgia.
- Ein Teilstück der Ohio State Route 49 im Montgomery County („Joseph G. LaPointe Jr. Memorial Highway“).